# Epibellowia enormita
Epibellowia enormita är en spindelart som först beskrevs av Andrei V. Tanasevitch 1988.  Epibellowia enormita ingår i släktet Epibellowia och familjen täckvävarspindlar. Inga underarter finns listade i Catalogue of Life.